# Roy Andersson (regisseur)
Roy Andersson (Göteborg, 31 maart 1943) is een Zweedse regisseur, scenarioschrijver, filmproducent en maker van reclamespots. Zijn stijl wordt gekarakteriseerd door lange shots, absurde humor, karikaturisering van de Zweedse cultuur en Fellini-achtigheid, elementen die duidelijk uitkomen in Sånger från andra våningen, een film uit het jaar 2000. In 2007 en 2014 gingen films in dezelfde stijl in première, die als volgende delen in een drieluik beschouwd kunnen worden. En duva satt på en gren och funderade på tillvaron kreeg in 2014 de Gouden Leeuw op het Filmfestival van Venetië.
Andersson heeft het grootste deel van zijn carrière gewerkt aan reclamespots, meer dan 400. In dertig jaar heeft hij, naast twee korte films, maar vijf speelfilms geregisseerd. 

## Vroeg werk
Een jaar nadat hij in 1969 afstudeerde aan het Dramatiska Institutet, regisseerde hij zijn eerste speelfilm, A Swedish Love Story (En kärlekshistoria).
De film ontving vier prijzen op het 20e Filmfestival van Berlijn en was genomineerd voor de Gouden Beer, maar in reactie op het succes viel Andersson in een depressie. Hij begon een nieuw project, maar toen het script al half geschreven was, stopte hij daarmee, omdat hij niet vast wilde komen te zitten in dezelfde stijl en in verwachtingen van de buitenwereld. Ook een paar andere plannen gingen niet door.
Uiteindelijk kwam in 1975 Giliap uit, een financiële en –volgens critici– artistieke ramp. De kosten van de film waren ver over het budget gegaan en de film liep veel vertragingen op tijdens de postproductie.
De vrolijke noot en lieve humor uit "A Swedish Love Story" was in "Giliap" vervangen door donkere humor. Na "Giliap" nam Andersson een 25 jaar durende pauze van het maken van speelfilms, en richtte zich op zijn commerciële werk. Er staan humoristische reclamefilmpjes van hem op YouTube.

## Latere jaren
In 1981 richtte Andersson Studio 24 op, een onafhankelijke filmmaatschappij. In 1987 regisseerde hij de korte film Something Happened voor de Zweedse Nationale Bond van Gezondheid en Welvaart. De film was bedoeld om in alle Zweedse scholen vertoond te worden, om de jeugd te informeren over de gevaren van Aids. Toen driekwart van de film af was, werden die plannen opgeborgen omdat de boodschap van de film te 'donker' werd bevonden. 
In 1991 kwam Andersons volgende korte film uit, World of Glory, waarin hij zijn stijl verder ontwikkelde. Hij won de Canal+-prijs en in 1992 de prestigieuze prijs van het festival voor de korte film van Clermont-Ferrand. De film is daar in de top-10 van korte films opgenomen.
In 1996 begon Andersson met het filmen van Songs of the Second Floor, een film waar hij vier jaar over deed. Na de première op het Filmfestival van Cannes in 2000 volgde internationaal succes en lovende kritieken. Het won de Juryprijs in Cannes en vijf Guldbaggeprijzen in Zweden, voor beste film, regie, cinematografie, screenplay en geluid.
De film bestaat uit 46 lange shots, tableaux vivants met een surrealistisch en absurdistisch karakter waarin kritiek op de verharding van de maatschappij en op de verontmenselijkende werking van het kapitalisme wordt geuit.
Andersson bleef hierna actief in Studio 24, zowel met commercieel werk als met speelfilms. In 2007 was er de première van Du levande (ook bekend onder de titel You, the living) in Cannes en won hij een Noorse filmprijs.
Andersson zou, naar verluidt, werken aan een vervolg op zijn twee laatste speelfilms, door hem aangekondigd als "een derde, enorme, diepe en fantastische, humoristische en tragische, filosofische Dostojevski-film" met de titel van de film En duva satt på en gren och funderade på tillvaron (Een duif zit op een tak na te denken over het bestaan).
Het Museum of Modern Art in New York wijdde in september 2009 een retrospectieve tentoonstelling aan zijn werk. In hetzelfde jaar ontving hij de Zweedse koninklijke onderscheiding "Litteris et Artibus".

## Filmografie
- Besöka sin son (1967)
- Den vita sporten (1968)
- Hämta en cykel (documentaire - 1968)
- Lördagen den 5-10 (1969)
- En kärlekshistoria (1970)
- Giliap (1975)
- Så fruktansvärt onödigt (documentaire - 1979)
- Tryggare kan ingen vara (kortfilm - 1980)
- Någonting har hänt (kortfilm - 1987)
- Härlig är jorden (kortfilm - 1987)
- Sånger från andra våningen (2000)
- Du levande (2007)
- En duva satt på en gren och funderade på tillvaron (2014)
- Om det oändliga (2020)